# 9144 Hollisjohnson
9144 Hollisjohnson eller 1955 UN1 är en asteroid i huvudbältet, som upptäcktes 25 oktober 1955 av Indiana Asteroid Program vid Indiana University Bloomington med Goethe Link Observatory. Asteroiden har fått sitt namn efter Hollis R. Johnson.
Asteroiden har en diameter på ungefär 12 kilometer.